# Paul Dietrich Giseke
Paul Dietrich Giseke (Amburgo, 8 dicembre 1741 – Amburgo, 26 aprile 1796) è stato un botanico e medico tedesco.

## Biografia
Giseke ha iniziato gli studi alla Gymnasium Academic di Amburgo. Si iscrisse all'Università di Gottinga nel 1764 e si laureò nel 1767. In seguito, fece un viaggio esteso per la Francia e per la Svezia dove incontrò Linneo, diventando anche suo studente
Inoltre lo stesso Linneo nominò il genere Gisekia in suo onore.
Tornato dall'estero si stabilì ad Amburgo e cominciò la sua attività come medico, successivamente nel dicembre del 1771 insegnò come professore di fisica presso il Academic Gymnasium di Amburgo.